# Liste des missions diplomatiques en Corée du Nord

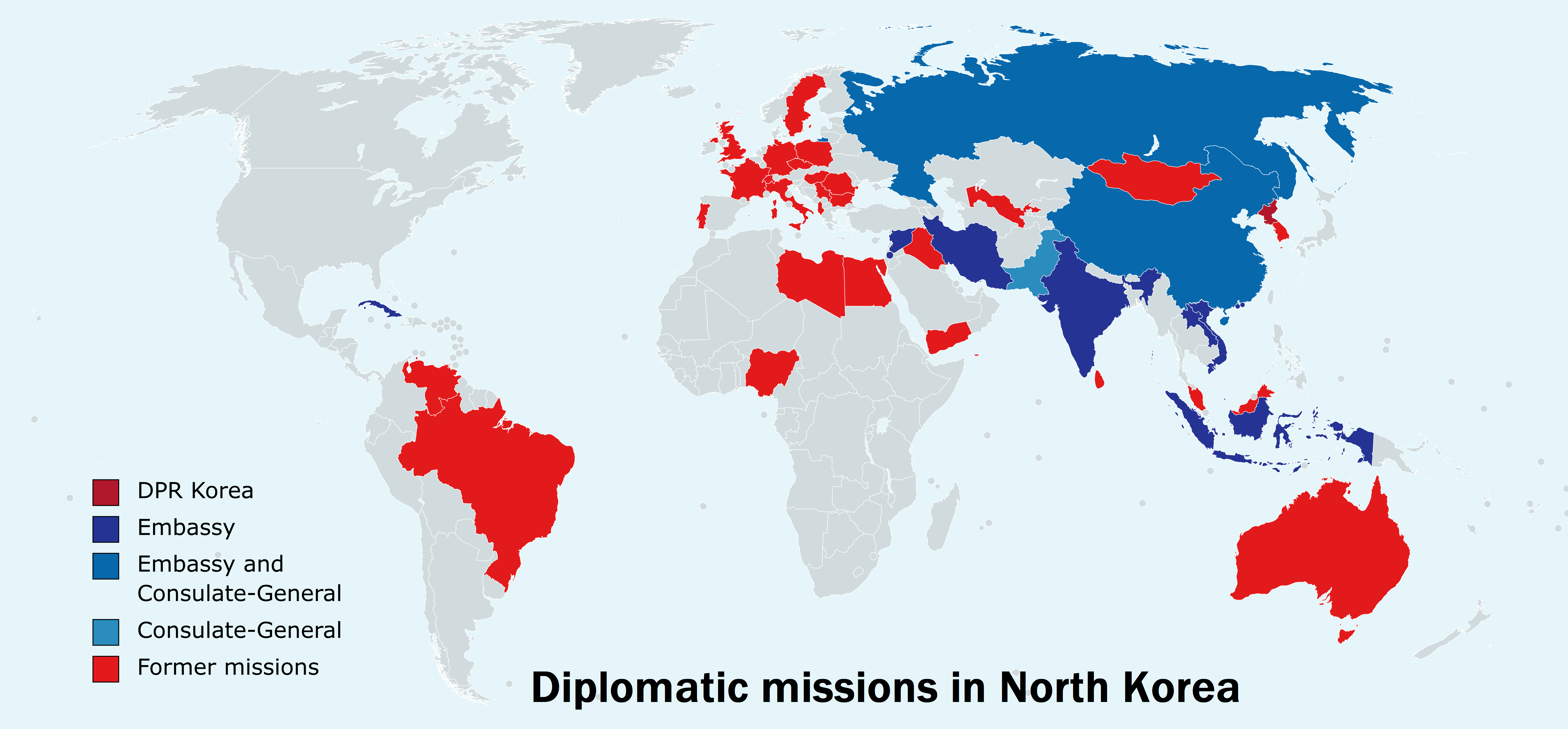
Carte des missions diplomatiques en Corée du Nord

Cet article contient la liste des missions diplomatiques implantées en Corée du Nord.

## Ambassades
Les pays suivants possèdent une ambassade à Pyongyang :
- Allemagne
- Brésil
- Bulgarie
- Cambodge
- Chine
- Cuba
- Égypte
- Inde
- Indonésie
- Iran
- Laos
- Malaisie
- Mongolie
- Nigeria
- Pakistan
- Palestine
- Pologne
- République tchèque
- Roumanie
- Royaume-Uni
- Russie
- Suède
- Syrie
- Viêt Nam

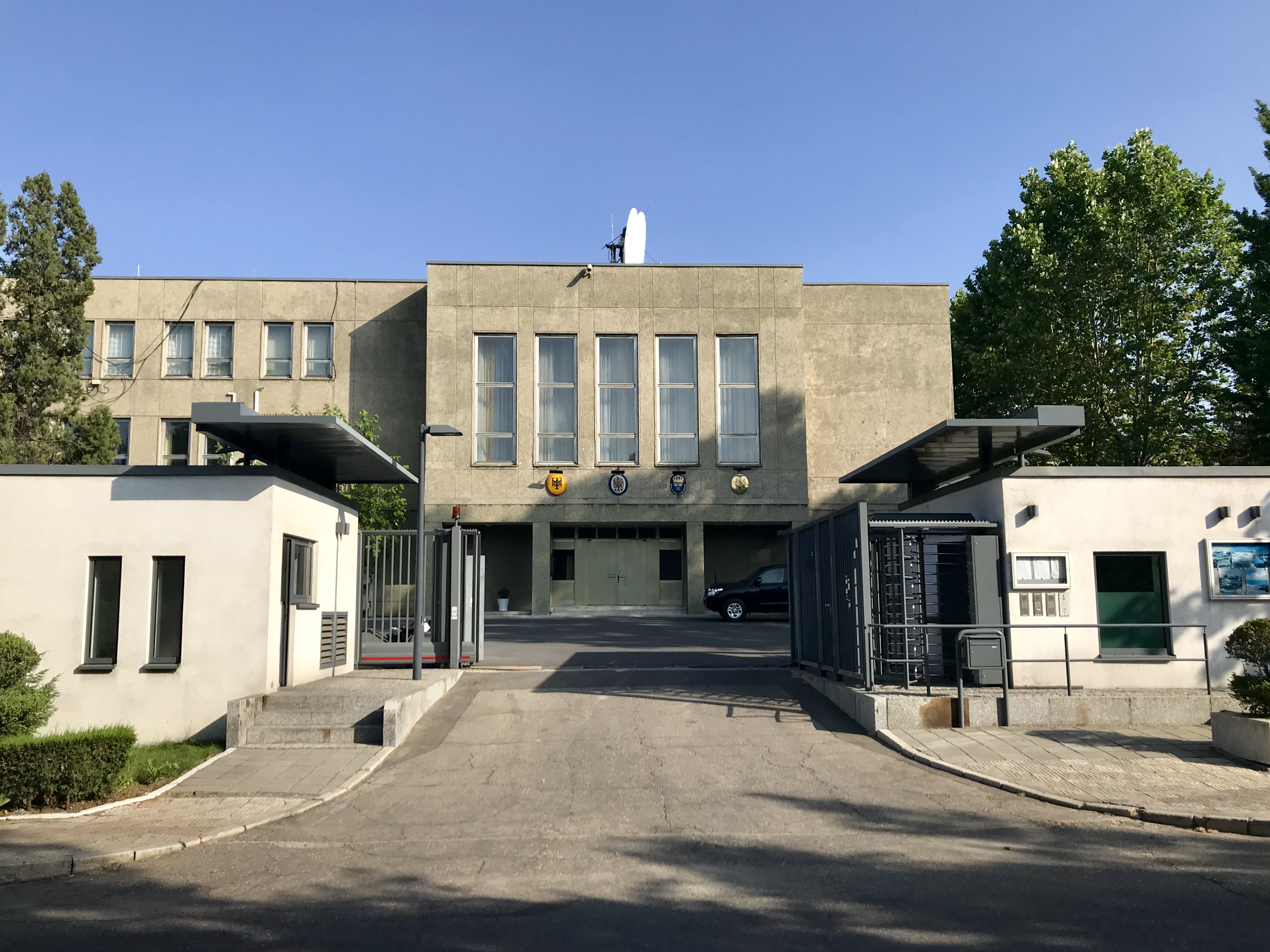
Les ambassades d'Allemagne, de Suède et du Royaume-Uni, ainsi que le bureau français de coopération sont tous situés dans l'ancien complexe de l'ambassade d'Allemagne de l'Est à Pyongyang.

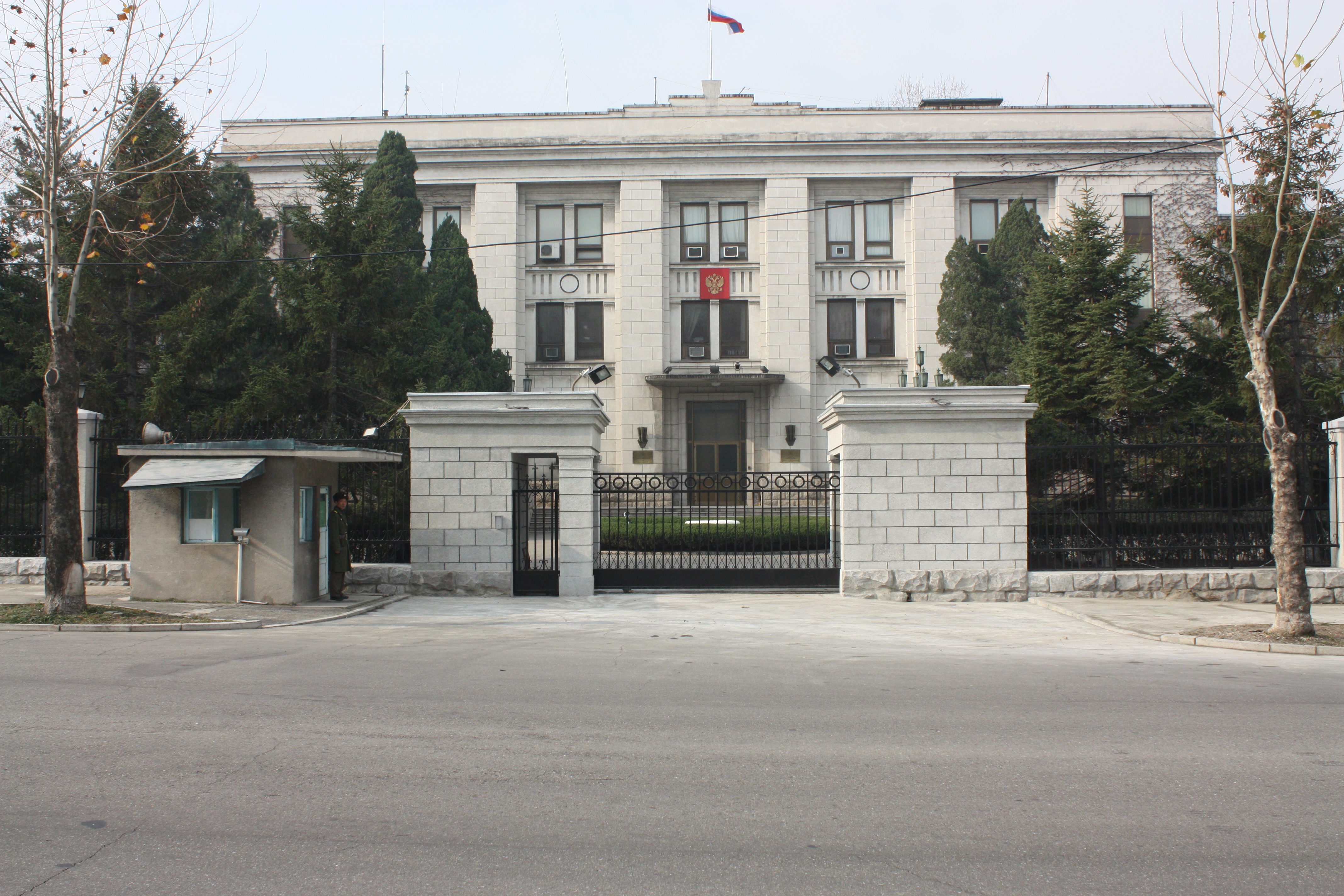
L'ambassade de Russie est la plus grande ambassade à Pyongyang. Elle est située en dehors du complexe diplomatique de Munsu-dong.

La plupart des ambassades sont situées dans une zone spéciale de la ville, connue sous le nom de « complexe diplomatique de Munsu-dong ». Les ambassades russe, pakistanaise et chinoise sont situées en dehors du complexe diplomatique, car elles sont beaucoup plus grandes que les autres ambassades.
L'ancienne ambassade d'Allemagne de l'Est est le centre d'activité du quartier diplomatique, car elle abrite les ambassades britannique, allemande, suédoise, ainsi que le bureau français. La Suède agit en tant que puissance protectrice pour l'Australie, le Canada et les États-Unis, fournit des services consulaires aux pays nordiques et traite les demandes de visa pour l'Italie et l'Espagne. L'ambassade britannique fournit une assistance consulaire à tout citoyen du Commonwealth dont le pays n'est pas représenté en Corée du Nord, à l'exception de ceux dont les gouvernements ont renoncé à cet arrangement. De plus, tous citoyens de l'Union européenne pouvant bénéficier de la protection consulaire d'un autre état membre si leur leur n'est pas présent, les ambassades de Suède et d'Allemagne peuvent leur venir en aide.
Plusieurs pays avaient auparavant des ambassades à Pyongyang, mais les ont depuis fermées :
- Albanie
- République démocratique allemande
- Australie
- Hongrie
- Irak
- Libye
- Portugal
- Sri Lanka
- Yémen du Sud
- Yougoslavie

## Bureaux
Pyongyang
- France (Bureau de coopération français)
- Suisse (Bureau de coopération suisse)

Kaesong
- Corée du Sud (Bureau de liaison intercoréen)

## Consulats généraux
Les pays suivants ont des consulats généraux à Chongjin :
- Chine
- Russie

## Ambassades non résidentes
Les pays suivants ont des ambassades non résidentes:

### Implantées à Pékin
- Afrique du Sud
- Albanie
- Azerbaïdjan
- Bangladesh
- Birmanie
- Brunei
- Cameroun
- Chili
- Chypre
- Colombie
- Croatie
- Espagne
- Éthiopie
- Hongrie
- Islande
- Jamaïque
- Kazakhstan
- Liban
- Malawi
- Malte
- Oman
- Pérou
- Qatar
- Macédoine
- Rwanda
- Serbie
- Seychelles
- Sierra Leone
- Singapour
- Slovénie
- Suisse
- Tanzanie
- Thaïlande
- Tunisie
- Venezuela
- Zambie
- Zimbabwe

### Implantées à Séoul
- Australie
- Autriche
- Belgique
- Canada
- Danemark
- Finlande
- Grèce
- Guatemala
- Irlande
- Italie
- Mexique
- Norvège
- Nouvelle-Zélande
- Pays-Bas
- Portugal
- Turquie

### Implantées à Tokyo
- Bénin
- Nicaragua
- Sénégal

### Implantées  à Hanoï
- Irak
- Philippines